# Alfa Corse
Alfa Corse — автозаводская команда Alfa Romeo. На протяжении многих лет Alfa Corse участвовала в различных автомобильных соревнованиях, начиная от автогонок серии Гран-При и заканчивая Кольцевыми гонками серии Туринг.
Alfa Corse была официально сформирована в 1938 году, после того как этот гоночный отдел был переведен от неофициальной заводской команды Скудерия Феррари в район «Портелло» близ Милана. Энцо Феррари был ещё у руля данной команды, но год спустя он построил свою собственную машину под названием Auto Avio Costruzioni 815. Начиная с 1961 года, Данная гоночная команда Alfa Romeo была переведена в Autodelta.
Альфа Ромео была приобретена FIAT Group в 1986 году. В 1987 году, Джоржо Пьянта(Giorgio Pianta) поручил управляющим «Abarth» перезапустить Alfa Corse. После прекращения попыток произвести Alfa Romeo 164 Procar с Брэбем и отправиться на Мировой Чемпионат по прототипным спортивным автомобилям, Alfa Corse решила вернуться в Туринговые автогонки, начав с Итальянской серии CIVT в 1992 на автомобиле 155 GTA. В 1993 году, Alfa Corse приняла участие в серии DTM с AWD V6-заряженной 155 TI, и данная супертуринговая модель смогла выиграть Итальянскую серию по супертуризму, Испанский чемпионат по турингу и Чемпионат Великобритании среди легковых автомобилей.
Alfa Romeo вышла из DTM (именуемый сейчас Международный туринговый турнир) в конце 1996 года, а Д.Пианта был заменен на Франческо Галльетто(Francesco Galletto). Когда модель 156 заменила 155-ю, команда была переведена в Супертуринговый и Суперпроизводимый класс-1, для участия в гонках в Европейском туринговом автотурнире. В 2001 году, Alfa Corse объединилась с независимой фирмой Мауро Сипша(Mauro Sipsz) Нордавто Инженеринг(Nordauto Engineering), получившее название N.Technology.